# إينيس أيرلاند
إينيس أيرلاند (بالإنجليزية: Robert McGregor Innes Ireland)‏ مواليد 12 يونيو 1930 في يوركشاير، إنجلترا، كان سائق فورملا 1 بريطاني سابق بدأ مسيرته الاحترافية سنة 1958. كان أول سباق له هو جائزة هولندا الكبرى 1959. خاض خلال مسيرته 53 سباقاً فاز في 1 منها.

## سباقات شارك فيها
- لو مان 24 ساعة
- بطولة العالم للسيارات الرياضية

## روابط خارجية
- إينيس أيرلاند على موقع Racing-Reference.info (الإنجليزية)
- إينيس أيرلاند على موقع DriverDB.com (الإنجليزية)
- إينيس أيرلاند على موقع eWRC-results.com (الإنجليزية)